# Irving, Texas
Irving är en stad i Dallas County i delstaten Texas, USA med 191 615 invånare (2000).